# Gramatyka historyczna
Gramatyka historyczna (diachroniczna) – gramatyka demonstrująca rozwój języka w ujęciu diachronicznym, czyli na przestrzeni wieków. W jej ramach sprawdza się, jakie zmiany zaszły w poszczególnych elementach systemu językowego: fonetycznym, słowotwórczym, fleksyjnym i składniowym. Przeciwstawiana gramatyce synchronicznej.